# بوب فوسكو
بوب فوسكو (بالهولندية: Bob Fosko)‏ (1955 - 2020)، هو مغني وممثل هولندي اشتهر في سنوات التسعينيات من القرن العشرين. توفي يوم 28 فبراير 2020 بسبب السرطان.

## روابط خارجية
- بوب فوسكو على موقع IMDb (الإنجليزية)
- بوب فوسكو على موقع IMDb (الإنجليزية)
- بوب فوسكو على موقع ميوزك برينز (الإنجليزية)
- بوب فوسكو على موقع ميوزك برينز (الإنجليزية)
- بوب فوسكو على موقع ديسكوغز (الإنجليزية)
- بوب فوسكو على موقع قاعدة بيانات الفيلم (الإنجليزية)
- بوب فوسكو على موقع كينوبويسك (الروسية)